# Jack Evans
Jack Evans, pseudonimo di Jack Edward Miller (Fountain Valley, 2 aprile 1982), è un wrestler statunitense sotto contratto con la All Elite Wrestling.
Ha lottato in numerose promotion americane di livello alto, come la Pro Wrestling Guerrilla, dove ha vinto il PWG World Tag Team Championship insieme a Roderick Strong. Ha lottato anche nella Ring of Honor, Stampede Wrestling, Pro Wrestling NOAH, Dragon Gate e Wrestling Society X.

## Personaggio

### Mosse finali
- 630º senton
- Ode to Blitzkrieg (Standing corkscrew shooting star press followed by a standing corkscrew senton)
- Stuntin' 101 (Springboard corkscrew moonsault, sometimes to an opponent outside the ring)
- Evans Driver (Sitout scoop slam piledriver)
- Low Jack (Diving double knee drop to an opponent caught in the tree of woe position)

### Manager
- Scott D'Amore
- Julius Smokes
- Konnan
- Robby Mireno

### Soprannomi
- "The Aerial Emperor"
- "Corkscrew" Jack Evans
- "Jumpin'" Jack Evans
- "The Prince of Parkland"

### Musiche d'ingresso
- In da Club by 50 Cent
- Bully by Eminem
- Lose Yourself by Eminem

## Titoli e riconoscimenti
- Asistencia Asesoría y Administración
  - AAA World Cruiserweight Championship (1)
  - AAA World Tag Team Championship (1 - con Extreme Tiger)
- AWA Washington
  - AWA Washington Heavyweight Championship (1)
- Dragon Gate
  - Dragon Gate Open the Triangle Gate Championship (1 - con CIMA e BxB Hulk)
- Pro Wrestling Unplugged
  - PWU Junior Heavyweight Championship (1)
- Jersey All Pro Wrestling
  - JAPW Tag Team Championship (1 - con Teddy Hart)
- Pro Wrestling Guerrilla
  - PWG World Tag Team Championship (1 - con Roderick Strong)
  - Dynamite Duumvirate Tag Team Title Tournament (2008) - con Roderick Strong
- Pro Wrestling Illustrated
  - 167º tra i 500 migliori wrestler singoli su PWI 500 (2009)